# کوفوکو-جی
کوفوکو-جی (به ژاپنی: 興福寺 Kōfuku-ji) یک معبد یا پرستشگاه بودایی در ژاپن است که در سال ٦٦٩ میلادی بنا شده و زمانی یکی از هفت معبد بزرگ در شهر نارا (ژاپن) بود.
از این معبد به عنوان یکی از هشت زایباتسوی بزرگ (دارای قدرت اقتصادی) در دوره سنگوکو نام برده می‌شود.